# ميحد حمد
ميحد حمد (22 مايو 1963 -) مغني إماراتي ولد في مدينة كلباء التابعة لإمارة الشارقة. عُرف بغنائه بلهجة حضر الساحل واتقانه لها. ويعتبر أحد أهم رموز التراث الغنائي الإماراتي. يلقب بـ «فنان الإمارات الأول»

## حياته
بدأ نشاطه الغنائي في سن مبكرة، وامتدت مسيرته الفنية منذ عام 1975، كان في بدايته معتمداً على العود، ولم يستطع إكمال دراسته الثانوية بسبب ظروف خاصة، وقد عمل في أكثر من وظيفة. تعلم العزف وهو في سن المراهقة، وكان يستمع بشغف للأغاني القديمة والمطربين الأوائل.
عُرف بغنائه بلهجة حضر الساحل وإتقانه لها، وتُعتبر البداية الحقيقية والإنطلاقة الفنية له في عام 1979 بمرافقة آلة العود، وظل فترة غير قصيرة يقدم أغانيه بهذا الأسلوب، ثم جاءت المرحلة الثانية من خلال إشراك بعض الآلات الموسيقية الشعبية، ومنذ ذلك العام أصدر أكثر من 90 ألبوماً غنائياً.
من أشهر أغانيه: «خمس الحواس»، «أحب البر والمزيون»، «إذا مريت صوب الدار»، «نوق شوقي»، «عيوني منك مفتونة»، «يا عين كفي الدمع»، «هود ياهل الباب»، «يازين ماسويتبي زين»، «لا تزيد المواجع»، «يا نسيم الكوس»، «طال ليلي»، «مرحبا بطارش نباكم»، «حد مثلي بات مشجنه»، «يوم الوداع»، «تدلل»، «بايت على جمر الغضى»، «لا تذكرني بحبك»، «لأول معي»، «الله يا وقت»، «ودعتكم»، «أحبك يا نظر عيني»، «وصيت قلبي» (ديو) مع الفنان راشد الماجد، «وحياة قلبك» (ديو) مع الفنانة أحلام، «لا تزيد المواجع»، «يلومني»، «لقيت الدار»، «اشارت بالمسى»، «جسر الصداقة»، «بسمتك»، «زعيمنا»، «نهج زايد»، «راس المعزة»، «فارس الخيل». كما قدّم العديد من الأغاني الوطنية أشهرها: «الله يا دار زايد» و«داري علمها».
كان من المفترض أن يقوم بطرح أحد البوماته عام 2004 إلا أنه قرر تأجيل الطرح إلى عام 2006 بسبب وفاة الشيخ زايد بن سلطان آل نهيان رئيس دولة الإمارات العربية المتحدة آنذاك.
غنى لأشهر شعراء الإمارات والخليج، كما غنى قصائد كثيرة لشخصيات بارزة في الإمارات، منهم الشيخ زايد بن سلطان آل نهيان، مؤسس دولة الإمارات، والشيخ محمد بن راشد آل مكتوم، رئيس مجلس الوزراء حاكم دبي، ومانع سعيد العتيبة مستشار رئيس الدولة، علي بالرحمة الشامسي، راشد الخضر، سالم الجمري، الماجدي ابن ظاهر، علي بن سالم الكعبي، وعوشة بنت خليفة السويدي (فتاة العرب).
يرفض ميحد الحوارات التلفزيونية والصحافية على الرغم من جماهيريته وأصالة أغانيه، ولا يفضل الإقتراب من الإعلام خوفاً من الوقوع في مشاكل مع أحد على حد قوله، لكنّ لديه تواصلاً كبيراً مع أهل الفن في الخليج وتواجداً في الكثير من النشاطات الفنية، جمعته الكثير من المناسبات مع الفنانين حسين الجسمي وفايز السعيد وعبد المجيد عبد الله وراشد الماجد.
يُعرف عن ميحد حمد تشجيعه لعدد من الفرق الخليجية والعالمية، فهو من مشجعي فريق ريال مدريد لكرة القدم ويتابع عن كثب الدوري السعودي، بإعتباره أقوى دوري في المنطقة العربية، ويشجع فريق النصر السعودي، ويعتبره أفضل الفرق السعودية، أما فريقه الإمارتي المفضل فهو نادي العين.
في عام 2011، إنتشرت شائعة عن وفاة ميحد حمد بعد إصابته بجلطة في مستشفى صقر برأس الخيمة. حيث صرح أنيس محمد، مدير أعماله إن «حمد بصحة جيدة، وأن هذه ليست المرة الأولى التي تطلق فيها مثل هذه الشائعة»

## من أشهر أغانيه
- يالمحبين دلونا
- خمس الحواس
- طال ليلي: من كلمات الشاعر الراحل سالم الجمري
- مرحبا بطارش نباكم
- حد مثلي بات مشجنه
- يوم الوداع: من كلمات الشيخ حمدان بن محمد بن راشد آل مكتوم
- تدلل
- بايت على جمر الغضى
- لا تذكرني بحبك: من كلمات الشاعر علي الخوار
- لأول معي
- الله يا وقت
- ودعتكم
- احبك يانظر عيني
- وصيت قلبي (دويتو مع راشد الماجد
- وحياة قلبك دويتو مع أحلام
- لاتزيد المواجع
- يلومني
- لقيت الدار
- اشارت بالمسى
- جسر الصداقة: من أشعار الشيخ حمدان بن محمد بن راشد آل مكتوم
- بسمتك: من كلمات الشاعر الراحل معضد بن ديبين الكعبي، وقد صورت على هيئة فيديو كليب بإمارة الفجيرة ولم يظهر ميحد حمد في الكليب بل ظهر صوته وكان الكليب من بطولة الإعلامي حسين العامري والإعلامية رؤى الصبان
- دار زايد: من كلمات الشاعر جمعة بن مانع الغويص السويدي وهي من أشهر أغانيه
- داري علمها: من كلمات الشاعر جمعة بن مانع الغويص السويدي
- زعيمنا: من كلمات الشاعر جمعة بن مانع الغويص السويدي
- نهج زايد: من كلمات الشيخة فاطمة ينت راشد آل مكتوم - "غياهيب"
- راس المعزة: من كلمات الشاعر «حميد بن سعيد النيادي»
- عند الإشارة.